# Champvans (Jura)
Champvans é uma comuna francesa na região administrativa de Borgonha-Franco-Condado, no departamento de Jura. Estende-se por uma área de 14,22 km². Em 2010 a comuna tinha 1 460 habitantes (densidade: 102,7 hab./km²).